# Janežovski Vrh
Janežovski Vrh este o localitate din comuna Destrnik, Slovenia.